# Sint-Petruskerk (Rostock)
De Sint-Petruskerk (Duits: Petrikirche) is de oudste en met 117 meter de hoogste van de drie nog bestaande stadskerken in de hanzestad Rostock. De anderen zijn de Mariakerk en de Nicolaaskerk. Een vierde stadskerk, de Jacobikerk, werd in de Tweede Wereldoorlog verwoest en in 1960 ten slotte gesloopt.

## Geschiedenis
Al omstreeks 1300 werd op de plaats van de huidige Petruskerk een godshuis opgericht. Het oudst bekende bewijs hiervoor dateert uit het jaar 1252. Het betrof een drieschepig gebouw, waarvan de muren deels uit graniet bestonden. Delen van deze eerste bouw zijn nog in de imposten van de zijschepen bewaard gebleven.
In het midden van de 14e eeuw werd op de plaats van de voorganger de drieschepige basiliek in de voor het Oostzeegebied zo typerende stijl van de baksteengotiek gebouwd.
Omstreeks het jaar 1500 kreeg de kerk een 127 meter hoge toren, die in 1543 door blikseminslag verwoest werd. Hierin meenden de nog overgebleven katholieken in de stad een straf Gods te zien. Tot 1578 vond herbouw van de toren plaats, nadat tussentijds de toren nog eens door een storm werd vernield. De toren had nu een hoogte van 117 meter en diende als oriëntatiepunt voor de omgeving, met name voor de schepen op de Oostzee. Ongunstige weersomstandigheden, waaronder een aantal stormen, lieten in de daaropvolgende eeuwen sporen na, die in 1902 tot een grondige restauratie leidden.

## De verwoesting
In 1942 werd de Petruskerk tijdens een vier dagen durende luchtaanval van de Royal Air Force in de nacht van 26 op 27 april zwaar getroffen. De met koper beslagen torenspits brandde af. Het orgel, het barokke altaar, de renaissance-kansel alsook het enige epitaaf vielen ten prooi aan de vlammen. Daarentegen kon een middeleeuws bronzen doopvont uit 1512 worden gered. Eveneens wist men een kruiswegreliëf van Christus die wordt voorgeleid aan Pontius Pilatus te redden. Terwijl de gewelven van het middenschip en het zuidelijke zijschip het begaven, bleef het gewelf van het noordelijke zijschip bewaard. De wederopbouw van de kerk geschiedde bijzonder traag. De toren kreeg een nooddak en het middenschip werd van een 24 meter hoog vlak plafond voorzien. Ook werden de arcaden tussen het middenschip en de beide zijschepen dichtgemetseld en de muren wit gekalkt. Vooralsnog werd de torenspits niet teruggeplaatst.

## De herbouw van de toren
In 1994 kon in het kader van de stadsontwikkeling met middelen van de overheid, giften en steun van monumentenorganisaties de toren weer worden herplaatst. Op 45 meter hoogte werd een over 195 treden te bereiken uitzichtplatform toegevoegd. Bij helder weer is van daar uit een uitzicht tot Warnemünde en de Oostzee mogelijk.

## Beschrijving gebouw
De kerk betreft een drieschepige basiliek met vier traveeën, in het westen afgesloten door een toren met spits, in het oosten door een polygonale koorafsluiting. Aan de noord- en zuidzijde van het koor bevinden zich kleine torentjes die met een spits worden bekroond.
De open arcaden tussen de midden- en zijschepen werden na de oorlog dichtgemetseld. Hierdoor ontstaan drie praktische ruimten. Van het noordelijk zijschip is het kruisribgewelf bewaard gebleven. Het zuidelijk zijschip was te sterk verwoest om de oorspronkelijke constructie te herstellen. Dat laatste geldt ook voor het middenschip.
De 17 meter hoge koorvensters met scènes uit het leven van de apostel Petrus werden in het begin van de jaren 1960 door Lothar Mannewitz (1930–2004) gemaakt.

## Afbeeldingen van het interieur voor de verwoesting in 1942

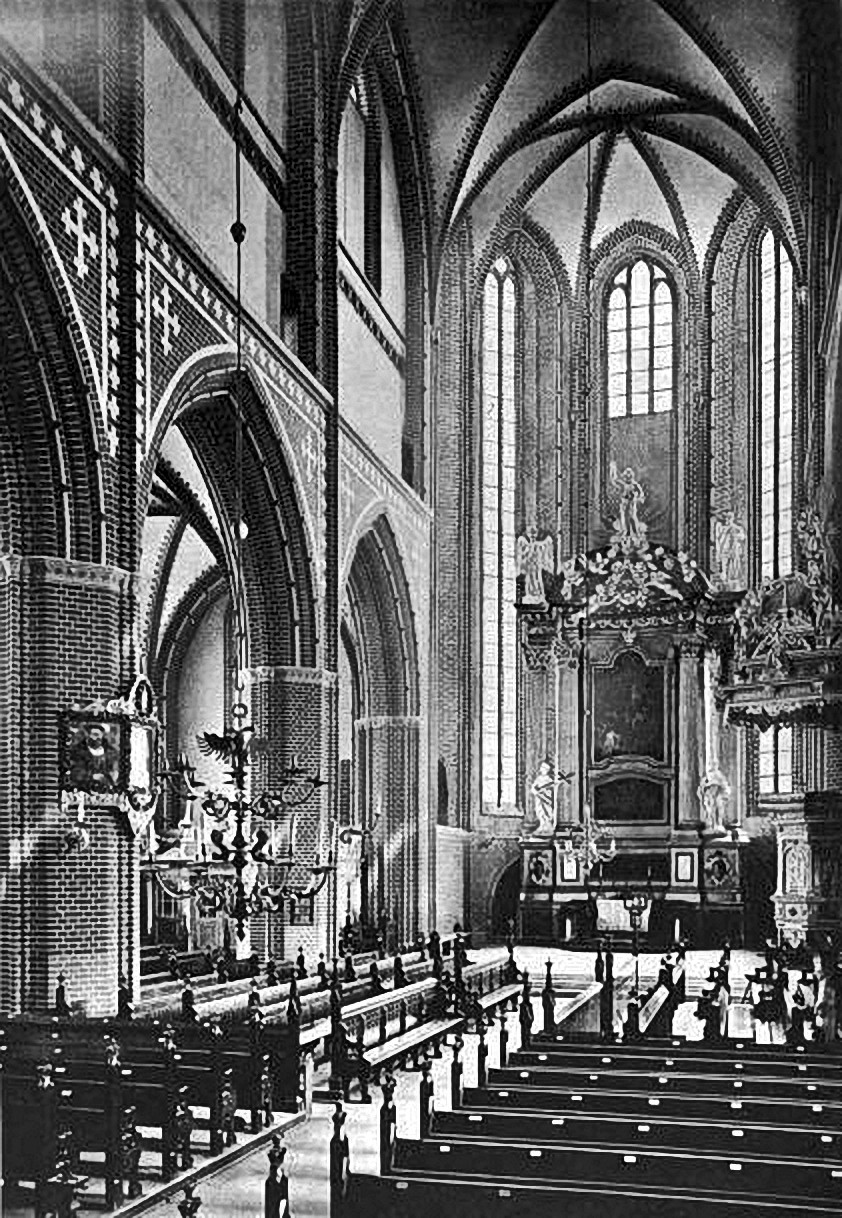
Kerkschip met altaar
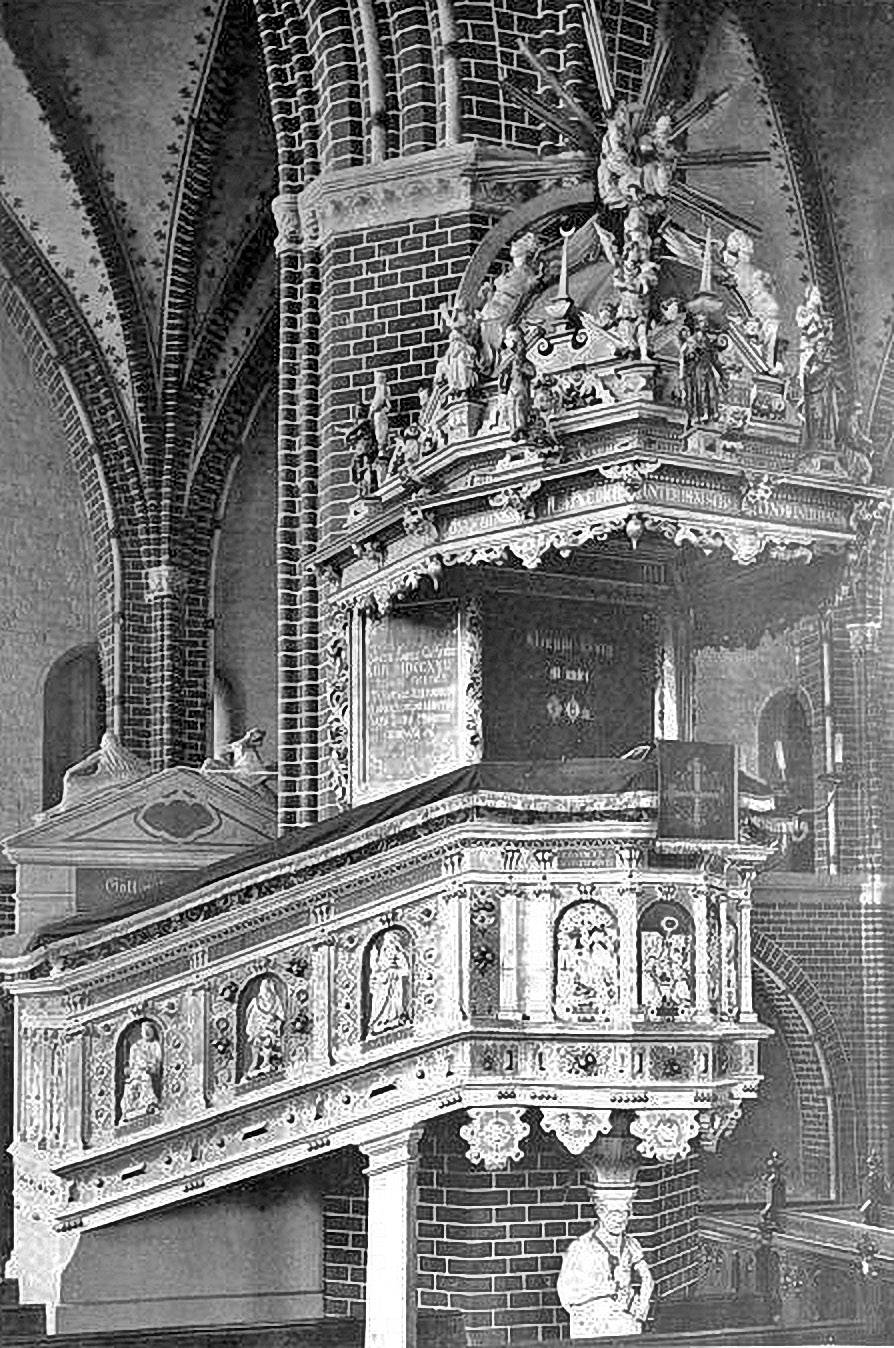
Kansel
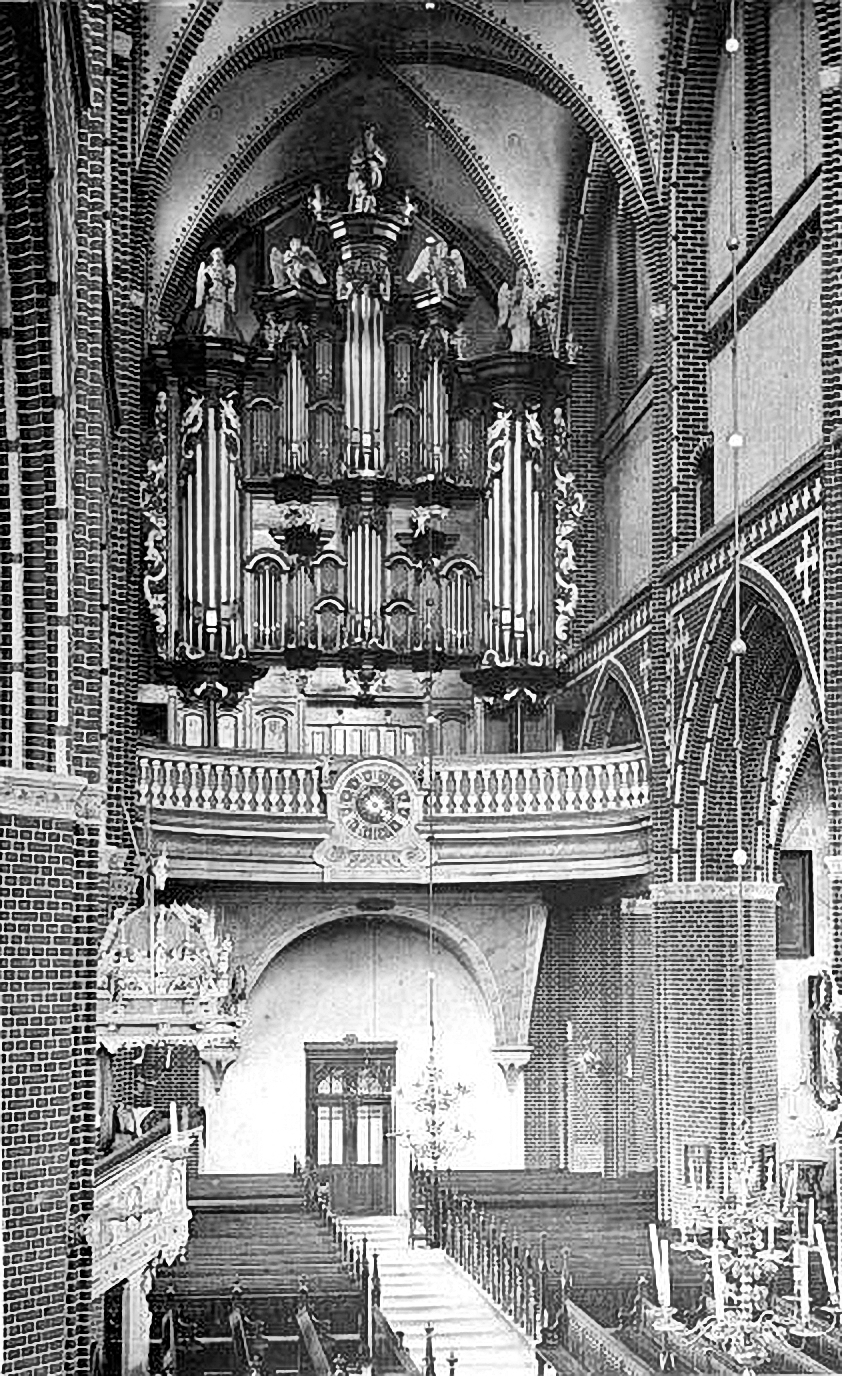
het monumentale orgel